# Adolfo Zaldívar
Miguel Adolfo Gerardo Zaldívar Larraín (Santiago, 13 de septiembre de 1943-ibídem, 27 de febrero de 2013) fue un político chileno, abogado y profesor de derecho político y constitucional. Se desempeñó como senador de la República en representación de la 18° Circunscripción, correspondiente a la Región de Aysén del General Carlos Ibáñez del Campo durante dos periodos legislativos consecutivos, desde 1994 hasta 2010; presidiendo el Senado en el período 2008-2009. Diplomáticamente sirvió como embajador de Chile ante la República Argentina, durante el primer gobierno del presidente Sebastián Piñera.
Militó en el Partido Demócrata Cristiano por unos cincuenta años, hasta su expulsión el 27 de diciembre de 2007 por el Tribunal Supremo (sus hermanos solidarizaron con él —excepto por Andrés— renunciando al partido), en razón de (según la Democracia Cristiana) haber traicionado a su partido al firmar un documento de repudio a la propuesta del gobierno (de la Concertación) de continuar financiando a costa del erario público el fallido sistema de transporte público de la capital Transantiago junto a otros senadores de la coalición derechista Alianza por Chile, opositora al gobierno, y de haber calificado a la mesa directiva de su partido como una "asociación ilícita" que "ampara la corrupción". En 2009 anunció su candidatura a la presidencia en la elección de ese año, pero el último día de inscripciones anunció que no se postularía tras no superar el 1 % en las encuestas.
Por su cabello rojo se le apodaba "el colorín", tal como a su hermano mayor le apodan "el chico" por ser bajo de estatura. El apodo de Adolfo Zaldívar le da el nombre a la tendencia interna a la que pertenecía en el PDC.

## Primeros años de vida
Nació el 13 de septiembre de 1943, séptimo hijo del matrimonio compuesto por Alberto Zaldívar Errázurriz y Josefina Larraín Tejeda. Sus otros hermanos son todos políticos y militantes demócrata cristianos; Alberto, Javier, Felipe, Josefina, Renato, Andrés y Rodrigo.
Realizó sus estudios secundarios en el Instituto Alonso de Ercilla de los Hermanos Maristas y en el Instituto de Humanidades Luis Campino. Posteriormente, ingresó a la Facultad de Ciencias Jurídicas, Políticas y Sociales de la Pontificia Universidad Católica (PUC), donde se licenció en ciencias jurídicas y sociales, con la tesis: El tributo frente a la constitución. Se tituló de abogado en 1967.

### Matrimonios e hijos
Primeramente contrajo matrimonio con la actriz chilena Ana María Palma, con quien fue padre de sus dos hijos Adolfo y Ana María, y con quien sostuvo una larga y complicada separación.
Luego estuvo casado con María Alicia Larraín Chaux, con quien fue padre de ocho hijos, entre ellos María José, quien fuera ministra del Trabajo y Previsión Social en el segundo gobierno de Sebastián Piñera. Asimismo, es tío de Carolina Schmidt, exministra directora del Servicio Nacional de la Mujer (Sernam), de Educación y ministra de Medio Ambiente, durante los dos gobiernos del presidente Piñera.

### Vida laboral
En el ámbito profesional fue socio del Estudio Jurídico Irureta, Zaldivar, Briones y Hernández, y ejerció libremente su profesión. Paralelamente, se desempeñó como profesor de derecho político y derecho constitucional en la Facultad de Ciencias Jurídicas y Sociales de la Universidad de Chile. Asimismo, fue cofundador de la Comisión Chilena de Derechos Humanos donde se destacó por su apoyo a las personas afectadas durante la dictadura militar del Dictador Augusto Pinochet. Entre 1985 y 1988, presidió el Foro de Integración Política Chileno-Argentino.

## Trayectoria política

### Inicios

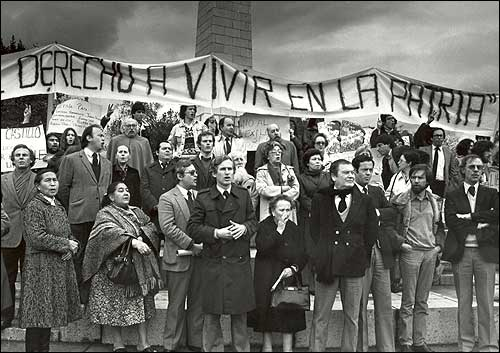
Protesta contra la dictadura militar en 1985. En primera fila se puede observar a Adolfo Zaldivar junto a Fernando Castillo Velasco.

A los catorce años se incorporó al Partido Demócrata Cristiano (PDC), donde ya militaban sus hermanos. En 1965, durante su época universitaria fue jefe nacional universitario del partido. Posteriormente, fue elegido consejero nacional de la Juventud Demócrata Cristiana (JDC), entre 1970 y 1972. Al año siguiente, fue designado jefe nacional de abogados de la colectividad, donde se mantuvo hasta 1980. Más tarde, entre 1983 y 1989, formó parte de la Comisión Fiscalizadora, fue consejero nacional, entre 1983 y 1990 y primer vicepresidente nacional, cargo que desempeñó en 1993 y 1997.
Durante la dictadura militar fue uno de los primeros abogados que presentó recursos de amparo por casos de violaciones a los derechos humanos. Así mismo, planteó la necesidad de negociar con la Junta Militar de Gobierno y realizar un plebiscito para recuperar la Democracia. Posteriormente, lideró la corriente del PDC llamada de "los colorines", que debe su nombre al color de su pelo y que en la década de 1990 creció bajo su liderazgo.
En las elecciones parlamentarias de 1989 fue candidato a senador por la 3.ª Circunscripción de la Región de Atacama, siendo derrotado por Ricardo Núñez, pese a que obtuvo la segunda mayoría con 30 933 votos, correspondientes al 28,44% del total de los sufragios válidamente emitidos.
Paralelamente, en 1992 fue elegido como segundo vicepresidente del PDC.

### Senador
En las elecciones parlamentarias de 1993, postuló nuevamente al Senado, esta vez por la 18.ª Circunscripción Senatorial, Región de Aysén, por el periodo 1994-2002. Fue electo con 11.480 votos, correspondientes al 29,53% de los sufragios válidos. Integró las comisiones permanentes de Minería, de Defensa Nacional, de Intereses Marítimos, Pesca y Acuicultura, y fue senador reemplazante en la Comisión Permanente de Economía. Asimismo, integró y presidió el Grupo Parlamentario Chile-Argentina.
En las elecciones parlamentarias de 2001, fue reelecto por la misma 18.ª Circunscripción, por el periodo legislativo 2002-2010. Obtuvo 11 302 votos, equivalentes al 30,15% del total de los sufragios válidos. Integró las comisiones permanentes de Defensa Nacional; de Intereses Marítimos, Pesca y Acuicultura; de Derechos Humanos, Nacionalidad y Ciudadanía; y presidió la Comisión Permanente de Régimen Interior.
Paralelamente a su periodo parlamentario, a nivel partidista, fue elegido como presidente del Partido Demócrata Cristiano en dos ocasiones consecutivas: 2002-2006. Su gestión se caracterizó por detener la caída electoral que afectó al partido, y que en las elecciones municipales de 2004 le permitió al PDC volver a ser el partido más votado de Chile, sitial perdido en las elecciones parlamentarias de 2001.[cita requerida] En las parlamentarias de 2005, el PDC aumentó su votación, pero vio disminuida su representación parlamentaria (de 24 a 21 diputados y de 10 a 6 senadores) por el sistema binominal.[cita requerida]
Para las elecciones parlamentarias de diciembre de 2009, decidió no repostularse al Senado para el periodo 2010-2018.

#### Precandidato presidencial (2005)
En 2005 fue precandidato presidencial del Partido Demócrata Cristiano, siendo derrotado en unas estrechas elecciones internas por su par, Soledad Alvear. Esta, alcanzó la votación de 287 miembros de la Junta Nacional del partido (54,8 %) contra los 239 (45,2 %) de Zaldivar. En su campaña, los medios de prensa denominaban a su lista "los colorines" por el color de pelo de Zaldivar; nombre que posteriormente contrastaría con "los alvearistas" (también impuesto por los medios de prensa).

#### Expulsión del Partido Demócrata Cristiano y creación del PRI

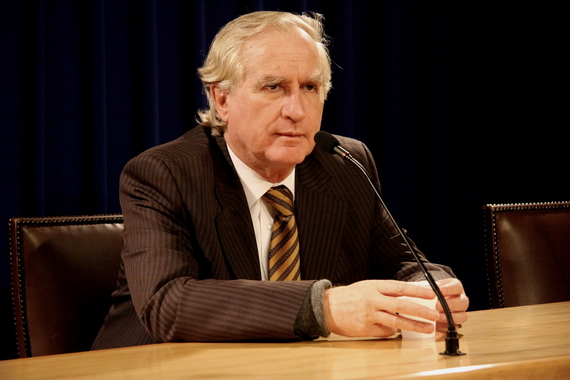
Adolfo Zaldivar en 2009

Durante 2007 fue muy cuestionado dentro del Partido Demócrata Cristiano y de la coalición oficialista Concertación por su forma de actuar en el Congreso frente a ciertos temas de interés para el conglomerado. Esto tuvo su punto máximo cuando en noviembre del mismo año se llevó a cabo la votación en el Senado sobre la inyección de nuevos recursos para el Transantiago y votó en contra (a diferencia del resto de los representantes de la coalición quienes votaron a favor). Este caso fue llevado al Tribunal Interno de la Democracia Cristiana, que decidió (en primera instancia) suspender su militancia, y luego expulsarlo por 11 votos contra 2. Posteriormente el mismo Zaldívar, junto a otros políticos que habían renunciado a sus respectivos partidos, Fernando Flores Labra y Jorge Schaulsohn (todos ex PPD), anunció su posible alineación con el movimiento político Chile Primero, no sin antes reiterar las críticas a la mesa directiva de la Democracia Cristiana, argumentando debido a su expulsión:

Por conservar el poder hacen cualquier mascarada, la última fue decretar mi expulsión. Lo que no saben es que el pueblo será quien los expulse a ellos por abusar del poder obscenamente.
Adolfo Zaldívar

Junto a su salida, abandonaron el PDC otros cinco parlamentarios: Jaime Mulet, Carlos Olivares Zepeda, Alejandra Sepúlveda, Eduardo Díaz del Río y Pedro Araya quienes más tarde se reunirían en el centroderechista Partido Regionalista de los Independientes (PRI).
En 2009, se integró al PRI y en enero de ese mismo año anunció su candidatura a la elección presidencial a realizarse en diciembre de ese año. Finalmente, desistió por la baja adhesión ciudadana.
En 2009 también asumió la presidencia del PRI, hasta junio de 2010, la que dejó al aceptar la designación como embajador de Chile en Argentina por el presidente Sebastián Piñera tras la renuncia de Miguel Otero.

#### Presidente del Senado
El 12 de marzo de 2008 fue elegido presidente del Senado de la República para el período 2008-2009. Su nominación se debió a una negociación entre el comité de senadores independientes (compuesto por los senadores Carlos Bianchi, Carlos Cantero, Adolfo Zaldívar y Fernando Flores) y la Alianza por Chile. Zaldivar venció por 20 votos frente a la candidatura del socialista Ricardo Núñez, que obtuvo 18. Su nominación es histórica, dado que por primera vez en democracia, la Concertación no ubicó a unos de sus miembros en la testera de la corporación.[cita requerida] El senador Baldo Prokurica (RN), asumió como vicepresidente de su mesa directiva.

### Fallecimiento
Falleció el 27 de febrero de 2013 por un cáncer de páncreas, a la edad de 69 años. El gobierno de Chile, presidido por Sebastián Piñera, decretó duelo oficial por dos días.

## Reconocimientos
En abril de 2012 el gobernador argentino de la provincia de San Juan nombró una villa en su nombre a modo de homenaje y reconocimiento por ser uno de los principales impulsores de la construcción del túnel de Agua Negra, proyecto vial que unirá la provincia argentina de San Juan con la Región de Coquimbo, de Chile.

## Historial electoral

### Elecciones parlamentarias de 1989
- Elecciones parlamentarias de 1989, candidato a senador por Atacama[5]

### Elecciones parlamentarias de 1993
- Elecciones parlamentarias de 1993, candidato a senador por Aisén[6]

### Elecciones parlamentarias de 2001
- Elecciones parlamentarias de 2001, candidato a senador por Aisén[7]